# Alto da Boa Vista
Alto da Boa Vista is een wijk in Rio de Janeiro in Brazilië. Het bekende beeld van Christus de Verlosser bevindt zich in Alta de Boa Vista alsook het Floresta da Tijuca, Gávea Pequena (de officiële woonplaats van de burgemeester) en Vista Chinesa.
Alto da Boa Vista grenst aan de wijken Tijuca, São Conrado, Jardim Botânico, Barra da Tijuca, Itanhangá, Cosme Velho, Laranjeiras, Santa Teresa en Humaitá.
De wijk telt ongeveer 20.000 inwoners.